# District de Danyang
Le district de Danyang est un district de la province du Chungcheong du Nord, en Corée du Sud.